# Mário Júnior
Mário da Silva Pedreira Júnior (ur. 5 marca 1982 w Rio de Janeiro) – brazylijski siatkarz grający na pozycji libero; reprezentant Brazylii. Od sezonu 2017/2018 występuje w drużynie Botafogo de Futebol e Regatas.

## Sukcesy klubowe
Superpuchar Hiszpanii:
- 2004

Puchar Brazylii:
- 2007, 2017

Mistrzostwo Brazylii:
- 2008, 2009, 2010, 2013
- 2012, 2017
- 2011

Klubowe Mistrzostwa Ameryki Południowej:
- 2009
- 2010
- 2013

## Sukcesy reprezentacyjne
Liga Światowa:
- 2009, 2010
- 2011, 2013, 2014

Memoriał Huberta Jerzego Wagnera:
- 2010

Mistrzostwa Świata:
- 2010
- 2014

Igrzyska Panamerykańskie:
- 2011

Mistrzostwa Ameryki Południowej:
- 2013

Puchar Wielkich Mistrzów:
- 2013

## Nagrody indywidualne
- 2010: Najlepszy libero Ligi Światowej
- 2011: Najlepszy przyjmujący Igrzysk Panamerykańskich
- 2013: Najlepszy libero Ligi Światowej
- 2013: Najlepszy libero Mistrzostw Ameryki Południowej